# Apollo di Piombino

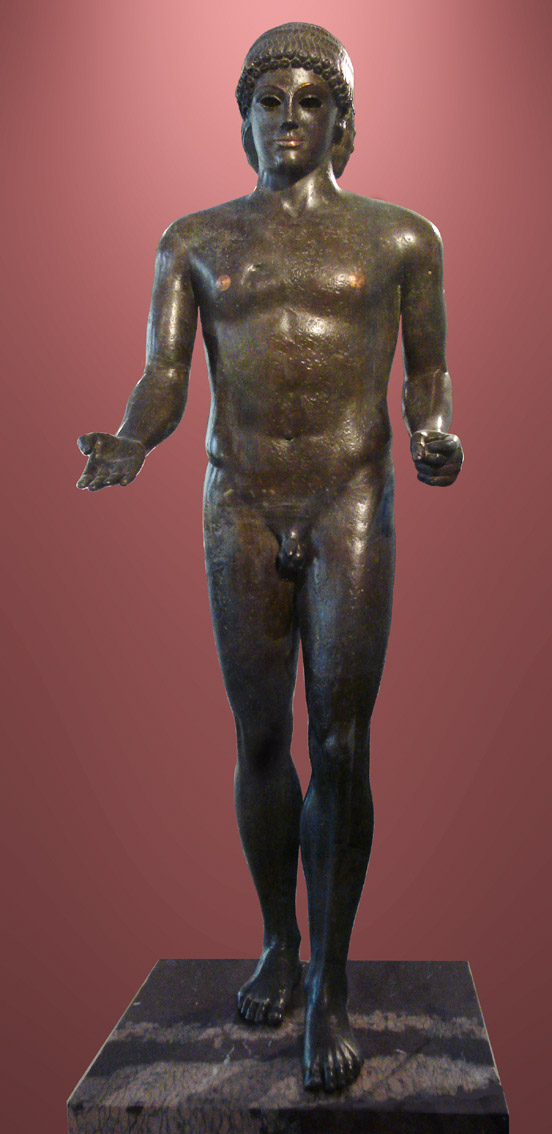
Apollo di Piombino.

L'Apollo di Piombino o Kouros di Piombino è una statua in bronzo e rame greco antica alta 115 cm; in stile tardo arcaico, raffigura il dio Apollo come giovane uomo-"kouros", ma potrebbe anche rappresentare un suo devoto mentre sta portando un'offerta. Il bronzo è intarsiato con rame per le labbra, le sopracciglia e i capezzoli del ragazzo. Gli occhi, che mancano, erano di un altro materiale, forse osso o avorio.
È stato rinvenuto nel 1832 a Piombino (per la precisione l'antica "Populonia" romana in Etruria), nella zona portuale appena fuori il punto di sud-ovest ed è stato acquistato per il Museo del Louvre nel 1834 . Il suo stile arcaico ha condotto certi studiosi come Reinhard Lullies e Max Hirmer a datarlo almeno al V secolo a.C. e ad ipotizzarne la fattura in Magna Grecia, l'area di cultura ellenica del sud Italia.
Kenneth Clark lo ha illustrato in "The Nude" (1956), Karl Schefold lo ha incluso nel suo "Meisterwerke Griechischer Kunst" (1960) e calchi di esso si trovano in sedi universitarie e nelle collezioni museali per motivi di studio. Invece, BS Ridgeway (Ridgeway 1967) ha proposto invece che sia semplicemente una scultura arcaizzante del I secolo a.C., del genere di quelle progettate per rivolgersi ad un pubblico romano con gusti raffinati; un consapevole falso fabbricato in epoca romana, con una falsa iscrizione intarsiata di argento in caratteri arcaici sulla gamba sinistra.
L'iscrizione dedica questo Apollo alla dea Atena, e ciò risulta essere un'anomalia. I due scultori responsabili non hanno potuto resistere dall'inserire i propri nomi all'interno della scultura, incisi nel piombo; essi sono stati scoperti quando la scultura è stata sottoposta al primo approfondito studio nel 1842. Uno era un certo Tiro emigrato a Rodi. Il sito web del Louvre aggiunge che un lavoro simile è stato rinvenuto nel 1977 a Pompei antica nella villa di C. Giulio Polibio; ciò verrebbe a corroborare l'ipotesi di un pastiche arcaizzante, realizzato per un cliente romano nel I secolo a.C.
Lo studio della scultura greca arcaica negli ultimi decenni si è allontanato dalla pratica tradizionale di identificare le opere sulla base di brevi descrizioni letterarie o di riconoscere il modo caratteristico di alcuni nomi famosi, come risultato di riproduzioni del loro lavoro e di varianti in base al loro stile, per concentrarsi invece sul mondo sociopolitico in cui la scultura è stata creata ed altri criteri meno soggettivi.

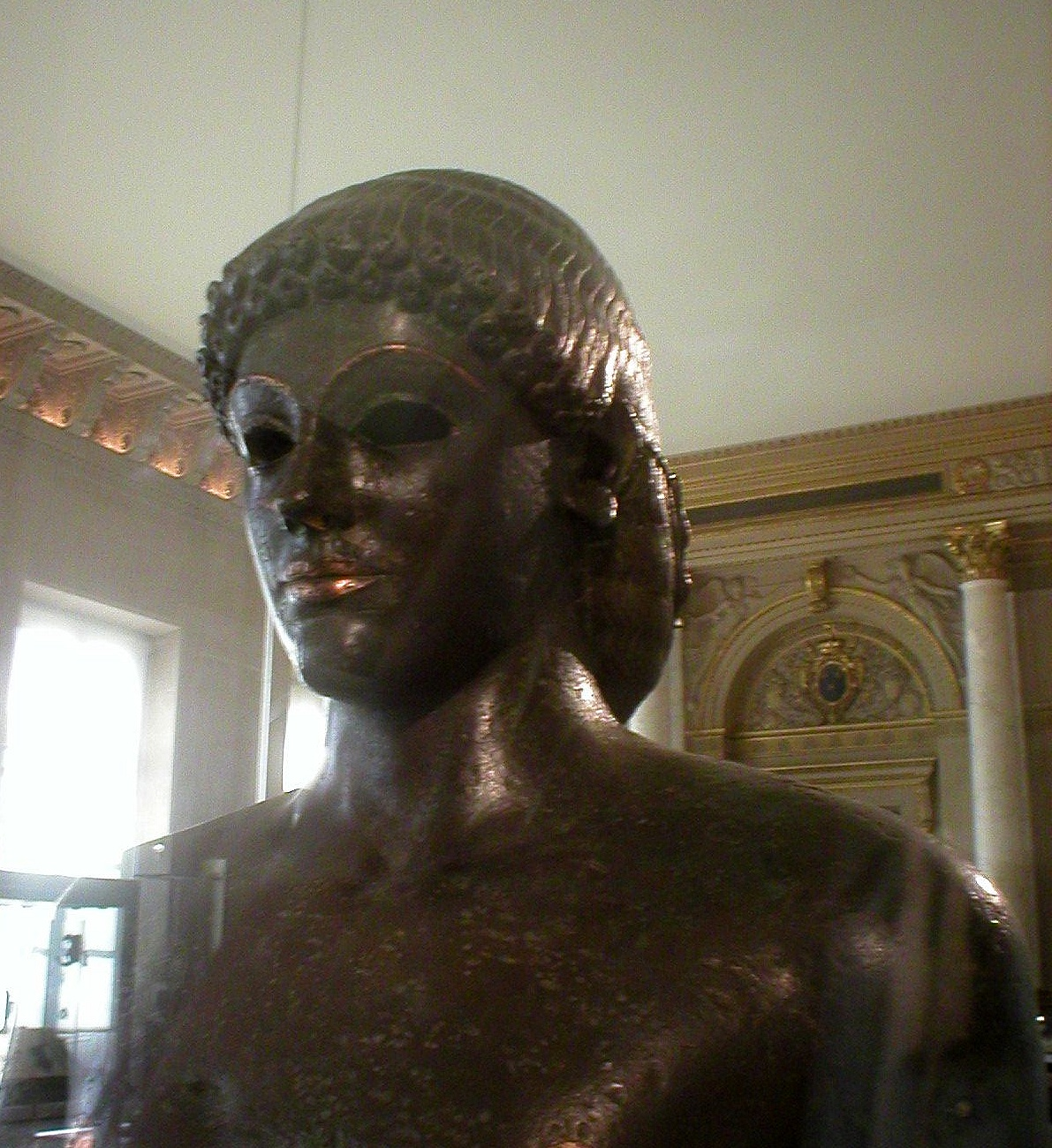
Primo piano del volto.